# Henry II của Anh
Henry II (5 tháng 3 năm 1133 – 6 tháng 7 năm 1189), còn được gọi là Henry Curtmantle (tiếng Pháp: Court-manteau), Henry FitzEmpress, hay Henry Plantagenet là quốc vương nước Anh (1154 – 1189), Bá tước xứ Anjou, Công tước xứ Normandy, Công tước xứ Aquitaine, Công tước xứ Gascony, Bá tước xứ Nantes, Huân tước xứ Ireland và đôi khi nắm quyền kiểm soát xứ Wales, Scotland và miền tây nước Pháp. Henry là hậu duệ của William Kẻ Chinh phục đồng thời là vị vua sáng lập nhà Plantagenet của Anh. Henry cũng là người đầu tiên xưng làm “Vua của Anh”, khác với những quân vương trước đó chỉ xưng làm “Vua của người Anh”.

## Thân thế
Henry II chào đời tại Le Mans, Pháp, vào ngày 5 tháng 3 năm 1133. Cha ông, Geoffrey V xứ Anjou (Geoffrey Plantagenet, con trai Fulk, vua của Jerusalem), là Bá tước xứ Anjou đồng thời là Bá tước xứ Maine. Mẹ ông, Hoàng hậu Matilda, là người thừa kế ngai vàng Anh quốc với tư cách là con của Henry I (1100–1135), con của William Kẻ Chinh Phạt, Công tước xứ Normandy. Henry dễ dàng trở thành vua Anh, vì ông là hậu duệ của các quân vương Anglo-Saxon và cả các quốc vương Scotland thông qua bà ngoại là Matilda của Scotland, con gái vua Malcom III của Scotland và Margaret của Wessex (Thánh Margaret của Scotland), cháu gái của Edmund Ironside.
Thiếu thời, ông sinh sống ở lãnh địa Anjou của cha. Khi ông 9 tuổi, Robert, Bá tước thứ nhất của Gloucester gửi ông tới Anh, nơi ông được Giáo sĩ Matthew dạy dỗ ở Bristol.